# Ilhas Okinawa

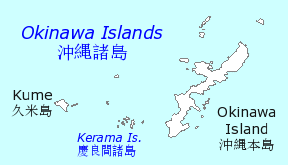
Mapa das Ilhas Okinawa

As Ilhas Okinawa (沖縄諸島, Okinawa Shoto) são um grupo de ilhas na Prefeitura de Okinawa, no Japão, e são o principal grupo de ilhas da prefeitura. As Ilhas Okinawa são parte do grupo das Ilhas Ryukyu, e estão localizadas entre as Ilhas Amami da Prefeitura de Kagoshima ao nordeste e as Ilhas Sakishima da Prefeitura de Okinawa ao sudoeste.
As Ilhas Okinawa, além das quatro ilhas principais, possuem três grupos de ilha menores: os grupos Kerama, Yokatsu, e Iheya-Izena.
As Ilhas Okinawa são o centro político, cultural e populacional da Prefeitura de Okinawa. A capital prefeitural, Naha, está dentro deste grupo. 90% da população da prefeitura reside nas Ilhas Okinawa, primariamente na maior ilha, a Ilha Okinawa. O acesso às várias ilhas é feito principalmente através de pequenos aeroportos que levam até o Aeroporto de Naha. Além disso, as ilhas são conectadas por serviços de balsas ao Porto de Naha.
As Ilhas Okinawa estão dentro da zona climática subtropical, o que ajuda a produção de cana-de-açúcar, abacaxis e flores de corte. As bases militares Norte-americanas na Prefeitura de Okinawa estão localizados nas Ilhas Okinawa.
Historicamente, o governo do Reino de Ryukyu, sediado na Ilha Okinawa, consolidou as Ilhas Okinawa. antes de se espalharem para o sul até as ilhas Miyako e Yaeyama e para o norte até Amami Oshima.

## Ilhas
- Ilha de Okinawa (ou Okinawa Honto)[5]
- Ilha Kume
- Ilha Aguni
- Iejima
- Ilha Sesoko
- Ilhas Iheya-Izena: Ilha Iheya e Ilha Izena
- Ilhas Kerama: Ilha Tokashiki, Ilha Zamami, Ilha Aka, e Ilha Geruma
- Ilhas Yokatsu: Ilha Yabuchi, Ilha Henza, Ilha Miyagi, Ilha Ikei, Ilha Hamahiga, Ilha Tsuken, Ilha Ukibara, Ilha Minamiukibara, e Ilha Kudaka